# Transportadora de Gas del Sur
Transportadora de Gas del Sur S.A. (TGS) ist ein argentinisches Unternehmen mit Sitz in Buenos Aires, das hauptsächlich im Vertrieb von Erdgas tätig ist.

## Geschäftsgegenstand
Das Unternehmen hat einen Marktanteil von 60 % am Gasmarkt in Argentinien. Beliefert werden private Endkunden sowie lokale Vertriebsgesellschaften, Kraftwerke und Industriebetriebe. Hierzu betreibt die Firma ein 7.419 km langes Rohrleitungssystem. Die Transportkapazität beträgt 62,5 Millionen Kubikmeter pro Tag mit einer nutzbaren Energie von HP 538.220. Dieses Gasgeschäft unterliegt der Regulierung durch die argentinische Regierung.
Abgesehen von dem regulierten Gasgeschäft bietet TGS andere nicht-regulierte Dienstleistungen an. Hierzu gehört eine Telekommunikationssparte sowie die Verarbeitung von Erdgas. TGS ist einer der wichtigsten Händler von Flüssiggas („NGL“). Das Unternehmen betreibt den General Cerri Komplex (in Buenos Aires).

## Geschichte
1856 wurden in Buenos Aires und später in anderen Städten Straßenbeleuchtungen mit Gas eingerichtet. Hierzu wurden lokale Gasversorgungsgesellschaften gegründet. 1945 erfolgte eine Verstaatlichung dieser Unternehmen. Unter dem Namen „Gas del Estado“ erfolgte die Gasversorgung als staatliches Monopol. Im Rahmen der Privatisierungen des Jahres 1992 wurde aus dem staatlichen Monopolisten Gas del Estado die TGS, die gleichzeitig ihr Monopol verlor. Im Rahmen der Privatisierung wurde das Unternehmen an die Börse gebracht.
TGS ist an der Bolsa de Comercio de Buenos Aires (Börse von Buenos Aires) notiert und Teil des Aktienindexes MERVAL, des wichtigsten Börsenindikators in Argentinien.